# Liga Sul-Americana de Basquete
A Liga Sul-Americana de Basquete é uma competição internacional de basquetebol masculino que é disputada anualmente pelos principais clubes da América do Sul. É organizada pela FIBA Américas. 

## Regulamento
Atualmente, o sistema de disputa é: na primeira fase, 16 times são divididos em quatro grupos (A, B, C, e D). Os dois melhores colocados dos grupos B, C e D; mais o melhor terceiro colocado entre os times dessas três chaves; além do campeão do grupo A, avançam para a etapa seguinte. Na semifinal, os oito times restantes são divididos novamente em dois grupos, mas agora só o primeiro colocado de cada grupo avança para a final, disputada em melhor de três jogos. O campeão da Liga Sul-Americana garante vaga na  Champions League Américas da temporada seguinte.
Foi a competição mais importante de basquete para os clubes da América do Sul, da sua criação em 1996 até o surgimento da Liga das Américas em 2007. Posteriormente, em 2019, a Liga das Américas foi substituída pela Champions League Américas.

## Resultados
Notas
1. 1 2 3 4 5 6  Nesses anos, não houve final. A competição foi decidida numa fase final de grupos.

## Títulos

### Por clubes
| Clube                         | Títulos               | Vice-campeonatos      | 3º lugar                                | 4º lugar              |
| ----------------------------- | --------------------- | --------------------- | --------------------------------------- | --------------------- |
| Atenas de Córdoba             | 3 (1997, 1998 e 2004) | 1 (2000)              | 1 (2001)                                | 1 (2011)              |
| Lobos Brasília                | 3 (2010, 2013 e 2015) | 1 (2012)              | 1 (2011)                                | 1 (2008)              |
| Libertad de Sunchales         | 2 (2002 e 2007)       | 1 (2009.II)           | —                                       | 3 (2004, 2006 e 2018) |
| Vasco da Gama                 | 2 (1999 e 2000)       | 1 (2002)              | —                                       | —                     |
| Bauru                         | 2 (2014 e 2022)       | —                     | 1 (2013)                                | —                     |
| Regatas Corrientes            | 2 (2008 e 2012)       | —                     | —                                       | 1 (2009.I)            |
| Flamengo                      | 1 (2009.I)            | 2 (2008 e 2010)       | 2 (2012 e 2018)                         | 1 (2001)              |
| Franca                        | 1 (2018)              | 2 (1998 e 2007)       | 1 (2000)                                | 1 (1997)              |
| Unitri/Uberlândia             | 1 (2005)              | 1 (2004)              | 1 (2006)                                | —                     |
| Quimsa                        | 1 (2009.II)           | 1 (2009.I)            | —                                       | 1 (2010)              |
| Mogi das Cruzes               | 1 (2016)              | 1 (2014)              | —                                       | 1 (2015)              |
| Instituto Córdoba             | 1 (2023)              | 1 (2018)              | —                                       | —                     |
| Olimpia de Venado Tuerto      | 1 (1996)              | —                     | 1 (1997)                                | —                     |
| Ben Hur                       | 1 (2006)              | —                     | 1 (2007)                                | —                     |
| Estudiantes de Olavarría      | 1 (2001)              | —                     | —                                       | 1 (2002)              |
| Obras Sanitarias              | 1 (2011-12)           | —                     | —                                       | —                     |
| Guaros de Lara                | 1 (2017)              | —                     | —                                       | —                     |
| Botafogo                      | 1 (2019)              | —                     | —                                       | —                     |
| Nacional                      | 1 (2024)              | —                     | —                                       | —                     |
| Corinthians                   | —                     | 3 (1996, 1997 e 2019) | —                                       | —                     |
| San Martín de Corrientes      | —                     | 2 (2015 e 2022)       | —                                       | —                     |
| Boca Juniors                  | —                     | 1 (1999)              | 6 (1998, 2004, 2005, 2008, 2010 e 2014) | 1 (2013)              |
| Pinheiros                     | —                     | 1 (2011-12)           | 1 (2017)                                | —                     |
| Gimnasia Comodoro Rivadavia   | —                     | 1 (2001)              | 1 (2023)                                | 1 (2007)              |
| Universo/Ajax                 | —                     | 1 (2005)              | —                                       | —                     |
| COC/Ribeirão Preto            | —                     | 1 (2006)              | —                                       | —                     |
| Aguada                        | —                     | 1 (2013)              | —                                       | —                     |
| Bahía Basket                  | —                     | 1 (2016)              | —                                       | —                     |
| Estudiantes de Concordia      | —                     | 1 (2017)              | —                                       | —                     |
| Titanes de Barranquilla       | —                     | 1 (2023)              | 1 (2022)                                | —                     |
| Independiente de General Pico | —                     | —                     | 1 (1999)                                | 1 (1998)              |
| Cocodrilos de Caracas         | —                     | —                     | 1 (2002)                                | 1 (2005)              |
| Malvín                        | —                     | —                     | 1 (2015)                                | 1 (2014)              |
| Club Olímpico de La Banda     | —                     | —                     | 1 (2016)                                | 1 (2019)              |
| Dharma/Yara/Franca            | —                     | —                     | 1 (1996)                                | —                     |
| Cúcuta Norte                  | —                     | —                     | 1 (2009.I)                              | —                     |
| Sionista                      | —                     | —                     | 1 (2009.II)                             | —                     |
| Ferro Carril Oeste            | —                     | —                     | 1 (2019)                                | —                     |
| Welcome                       | —                     | —                     | —                                       | 2 (1999 e 2000)       |
| Rio Claro                     | —                     | —                     | —                                       | 1 (1996)              |
| Minas                         | —                     | —                     | —                                       | 1 (2009.II)           |
| Peñarol de Mar del Plata      | —                     | —                     | —                                       | 1 (2012)              |
| Hebraica Macabi               | —                     | —                     | —                                       | 1 (2016)              |
| Quilmes                       | —                     | —                     | —                                       | 1 (2017)              |
| Oberá Tenis Club              | —                     | —                     | —                                       | 1 (2022)              |
| Caribbean Storm               | —                     | —                     | —                                       | 1 (2023)              |

### Por país
| País      | Campeão | Vice-campeão | 3º lugar | 4º lugar |
| --------- | ------- | ------------ | -------- | -------- |
| Argentina | 13      | 10           | 13       | 15       |
| Brasil    | 12      | 14           | 8        | 6        |
| Uruguai   | 1       | 1            | 1        | 4        |
| Venezuela | 1       | —            | 1        | 1        |
| Colômbia  | —       | 1            | 2        | 1        |

## Maior quantidade de participações
Atualizado até a edição de 2023.
Em negrito edições em que a equipe foi campeã.
| Participações | Equipe |
| ------------- | --- |
| 11            | Boca Juniors (1998, 1999, 2000, 2004, 2005, 2006, 2008, 2010, 2013, 2014 e 2022) Malvín (2007, 2008, 2009.II, 2010, 2011, 2012, 2014, 2015, 2017, 2019 e 2023) |
| 10            | Libertad de Sunchales (2002, 2004, 2006, 2007, 2008, 2009.II, 2010, 2012, 2014 e 2018) Lobos Brasília (2006, 2008, 2009.II, 2010, 2011, 2012, 2013, 2014, 2015 e 2016) Flamengo (2001, 2005, 2008, 2009.I, 2009.II, 2010, 2011, 2012, 2017 e 2018) Deportivo San José (1998, 2001, 2002, 2004, 2005, 2006, 2007, 2019, 2022 e 2023) |
| 9             | Cocodrilos (1996, 1998, 2001, 2002, 2004, 2005, 2007, 2008 e 2009.I) Regatas Lima (1996, 1997, 2002, 2005, 2006, 2008, 2015, 2016 e 2017) Franca (1997, 1998, 1999, 2000, 2002, 2007, 2010, 2015 e 2018) |
| 8             | Atenas de Córdoba (1997, 1998, 1999, 2000, 2001, 2004, 2005 e 2011) Universidad Concepción (1996, 1998, 2000, 2001, 2007, 2009.II, 2013 e 2016) Aguada (1996, 1998, 2006, 2013, 2014, 2017, 2018 e 2022) |
| 5             | Unitri/Uberlândia (2001, 2004, 2005, 2006 e 2007) Trouville (2004, 2005, 2008, 2015 e 2016) Defensor Sporting (2009.II, 2013, 2014, 2016 e 2019) Biguá (2002, 2009.II, 2010, 2011, e 2023) Gimnasia Comodoro Rivadavia (2001, 2002, 2007, 2016, e 2023)                                                                             |

## MVPspor edição
- 1996 –  Jorge Racca (Olimpia de Venado Tuerto)
- 1997 –  Gregg Dennis (Atenas de Córdoba)
- 1998 –  Fabricio Oberto (Atenas de Córdoba)
- 1999 –  Charles Byrd (Vasco da Gama)
- 2000 –  José Vargas (Vasco da Gama)
- 2001 –  Daniel Farabello (Estudiantes de Olavarría)
- 2002 –  Mariano Cerutti (Libertad Sunchales)
- 2004 –  Héctor Campana (Atenas de Córdoba)
- 2005 –  Valtinho (Unitri/Uberlândia)
- 2006 –  Leo Gutiérrez (Ben Hur de Rafaela)
- 2007 –  Cleotis Brown (Libertad Sunchales)
- 2008 –  Alejandro Montecchia (Regatas Corrientes)
- 2009.I –  Marcelinho Machado (Flamengo)
- 2009.II –  Julio Mazzaro (Quimsa)
- 2010 –  Guilherme Giovannoni (Lobos Brasília)
- 2011 –  Juan Gutiérrez (Obras Sanitárias)
- 2012 –  Paolo Quinteros (Regatas Corrientes)
- 2013 –  Guilherme Giovannoni (Lobos Brasília)
- 2014 –  Alex Garcia (Bauru)
- 2015 –  Deryk Ramos (Lobos Brasília)
- 2016 –  Shamell Stallworth (Mogi das Cruzes)
- 2017 –  Heissler Guillén (Guaros de Lara)
- 2018 –  David Jackson (Franca)
- 2019 –  Cauê Borges (Botafogo)
- 2022 –  Danilo Fuzaro (Bauru)
- 2023 –  Nathan Hoover (Instituto Córdoba)
- 2024 –  Manny Suárez  (Nacional)